# Abba Ahimeir

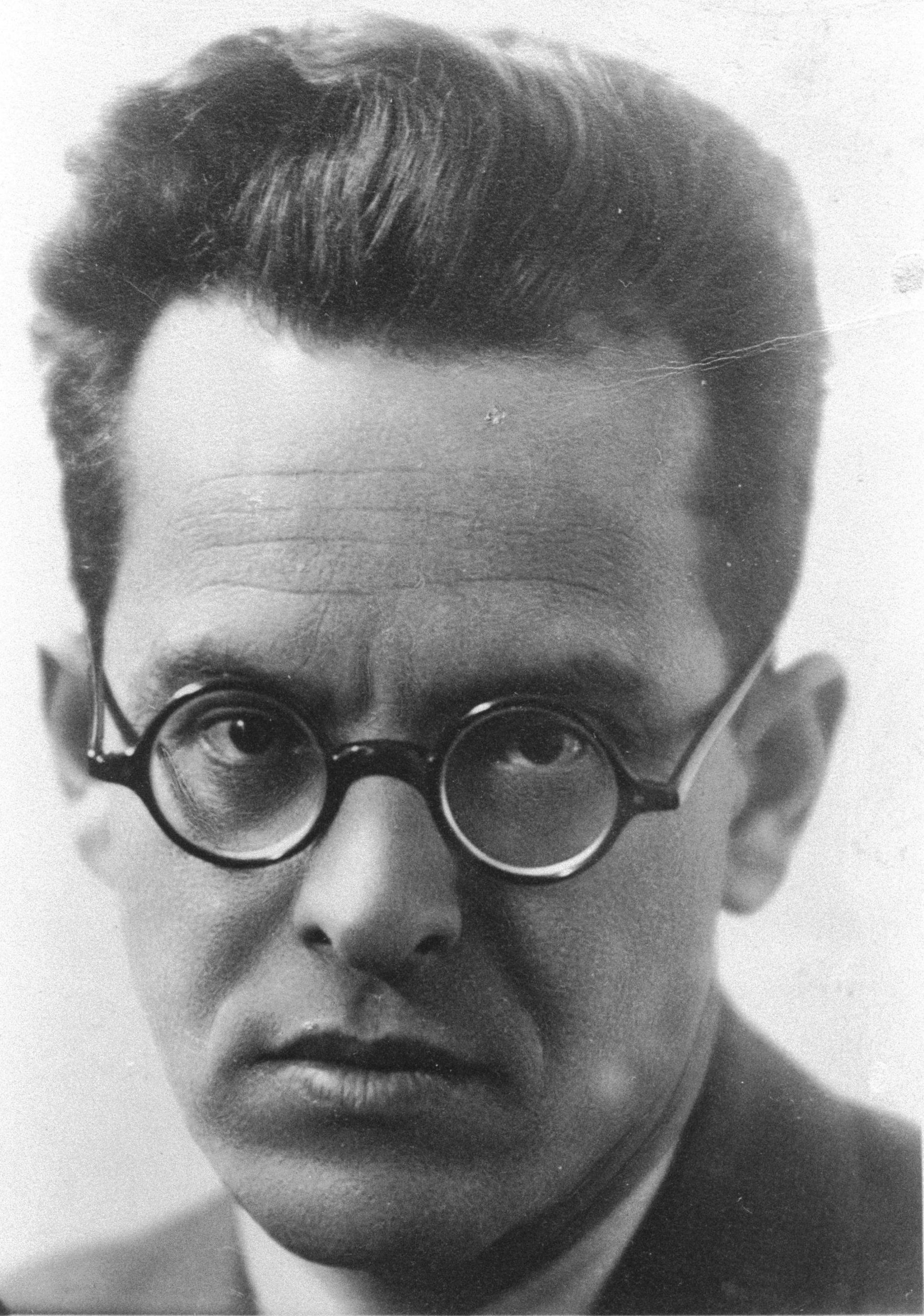
Abba Achimeʾir

Abba Achimeʾir (hebräisch אֲבָּ"א אֲחִימֵאִיר Abba Achīmeʾīr, in Sprachen ohne den Laut ch (IPA χ): auch Ahimeʾir; geboren 2. November 1897 in Dolgi; gestorben 6. Juni 1962 in Tel Aviv) war ein in Russland geborener jüdischer Historiker, Journalist und politischer Aktivist. Als einer der Vordenker des Revisionistischen Zionismus gründete er den Revisionistisch Maximalistischen Parteiflügel des ZRM und die Geheimorganisation Brit ha-Birionim.

## Biographie
Abba Schaʾul Geisinovitsch (später Abba Achimeʾir) wurde in Dolgi geboren, einem Dorf nahe Babrujsk im Russischen Kaiserreich (heute Belarus). Von 1912 bis 1914 besuchte er das Herzliya-Gymnasium in Tel Aviv. Während des Sommerurlaubs mit der Familie in Weißrussland brach der Erste Weltkrieg aus, so dass er seine Studien in Russland fortsetzen musste.
1917 nahm er an der russischen zionistischen Konferenz in Petrograd teil und ließ sich in Joseph Trumpeldors heChalutz-Bewegung in Batumi, Kaukasien in Landwirtschaft ausbilden, um als Pionier in Israel zu arbeiten.
1920 verließ er Russland und nahm den Namen Achimeʾir an (hebräisch „Bruder Meʾirs“), im Gedenken an seinen Bruder Meʾir, der im Kampf gegen polnische Angreifer während der Pogromzeit gefallen war.
Achimeʾir studierte Philosophie an der Universität Lüttich und an der Universität Wien. Er schloss hier 1924 seine Promotion über Oswald Spenglers Der Untergang des Abendlandes ab, um kurz darauf nach Palästina auszuwandern.
Nach seiner Ankunft wurde er in den Organisationen der Arbeiterbewegung der Zionisten Achdut ha-ʿAvoda und ha-Poʿel ha-Zaʿir aktiv. Vier Jahre lang arbeitete er als Bibliothekar des Kulturausschusses des Allgemeinen Arbeiterverbands in Sichron Jaʿaqov und als Lehrer in Nahalal und dem Kibbuz Geva. Daneben publizierte er in Haʾaretz und Davar, wobei er die politische Lage Palästinas und des Zionismus kritisch zu betrachten begann, ebenso wie die Arbeiterbewegung, zu der er selbst gehörte.

## Politischer Aktivismus

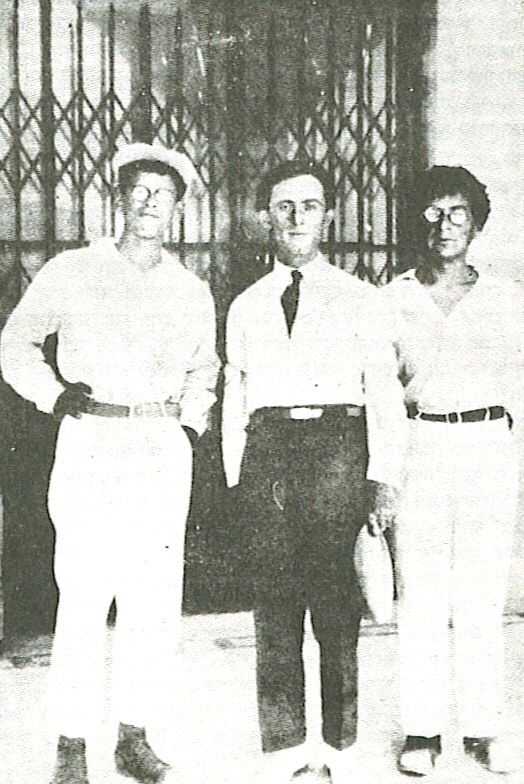
Achimeʾir mit Uri Zvi Grinberg und Yehoschuʿa Yevin

Im Jahre 1928 nahm die Enttäuschung Achimeʾirs, Yehoschuʿa Yevins und des berühmten Dichters Uri Zvi Greenberg von der Passivität der zionistischen Arbeiterbewegung soweit zu, dass sie den revisionistischen Arbeiterblock als Teil von Seʾev Jabotinskys revisionistischer Partei gründeten. Achimeʾir und seine Gruppe wurden von deren Führern jedoch als linkes Implantat empfunden. Der politische Maximalismus und Nationalismus dieser Gruppierung erschien der alten Garde unangenehm.
1930 gründete Achimeʾir mit seinen Freunden die Untergrundbewegung Brit ha-Birionim nach dem Namen einer jüdischen gegen Rom gerichteten Untergrundbewegung im ersten Jüdischen Krieg.
Brit ha-Birionim war die erste jüdische Organisation, die die Behörden der britischen Mandatsmacht als „ausländisches Regime“ bezeichneten und das Mandat über Palästina „eine Besatzung“ nannten. Die Gruppe begann eine Reihe von Protestveranstaltungen gegen die britische Herrschaft, die erste davon am 9. Oktober 1930 gegen den britischen Unterstaatssekretär der Kolonialverwaltung Drummond Shiels, der Tel Aviv besuchte. Dieser Protest war das erste Zeichen einer Rebellion der jüdischen Gemeinschaft in Palästina gegen die Briten und zugleich Anlass für die erste Verhaftung Achimeʾirs.
1933 wandte sich Brit ha-Birionim gegen Nazideutschland. Im Mai führte Achimeʾir eine Kampagne an, bei der die Hakenkreuzfahne von den Fahnenmasten der deutschen Konsulate in Jerusalem und Jaffa entfernt wurden. Brit ha-Birionim organisierte zudem einen Boykott deutscher Waren. Brit ha-Birionim wurde außerdem zur scharfen Kritikern des Haʿavara-Abkommerns und seines Hauptunterhändlers Chaim Arlosoroff.
Als Arlosoroff 1933 zwei Tage nach seiner Rückkehr aus Deutschland am Strand von Tel Aviv erschossen wurde, verhaftete man Achimeʾir und zwei Freunde unter dem Vorwurf der Anstiftung zum Mord. Achimeʾir wurde von der Anklage freigesprochen, noch bevor der Prozess begann, blieb aber im Gefängnis und begann einen viertägigen Hungerstreik. Er wurde wegen der Gründung einer illegalen Geheimorganisation verurteilt und blieb bis August 1935 im Jerusalemer Zentralgefängnis in Haft. Seine Inhaftierung führte zum Ende von Brit ha-Birionim.

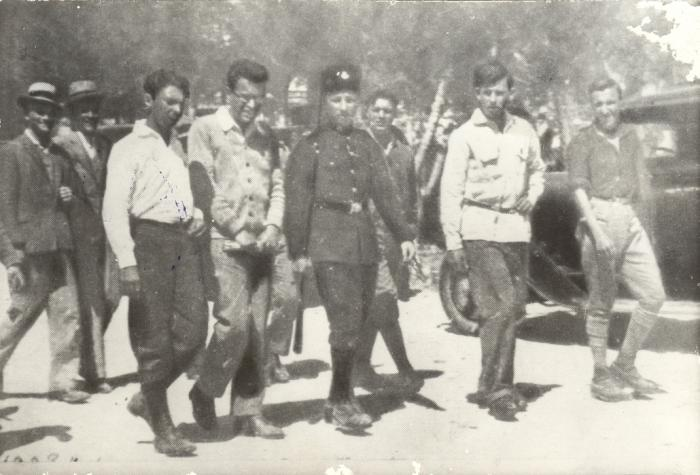
Verhaftung 1933, Achimeʾir ist die Person in Handschellen

Nach seiner Freilassung heiratete Achimeʾir Sonia Astrachan und widmete sich der Literatur und der Wissenschaft. Seine Artikel in ha-Jarden führten 1937 zu seiner erneuten Verhaftung und zu einer dreimonatigen Gefängnisstrafe im Gefängnis Akkon gemeinsam mit Mitgliedern der Irgun Zvaʾi Leʾummi und anderen prominenten Aktivisten der revisionistischen Fraktion.
Nach der Staatsgründung wurde Achimeʾir Mitherausgeber der Cherut-Tageszeitung in Tel Aviv. Außerdem wurde er Mitherausgeber der Encyclopaedia Hebraica, in der er unter den Initialen A. AH. eine große Zahl bedeutender Artikel verfasste, meist zu Themen der Geschichte und zur russischen Literatur.
Achimeʾir starb im Alter von 65 Jahren an einem plötzlichen Herzinfarkt am Abend des 6. Juni 1962. Begraben wurde er auf dem Nahalat-Yitzhak-Friedhof in Givʿatajim. Seine Söhne Jaʿaqov und Josef wurden beide ebenfalls Journalisten.

## Ideologie

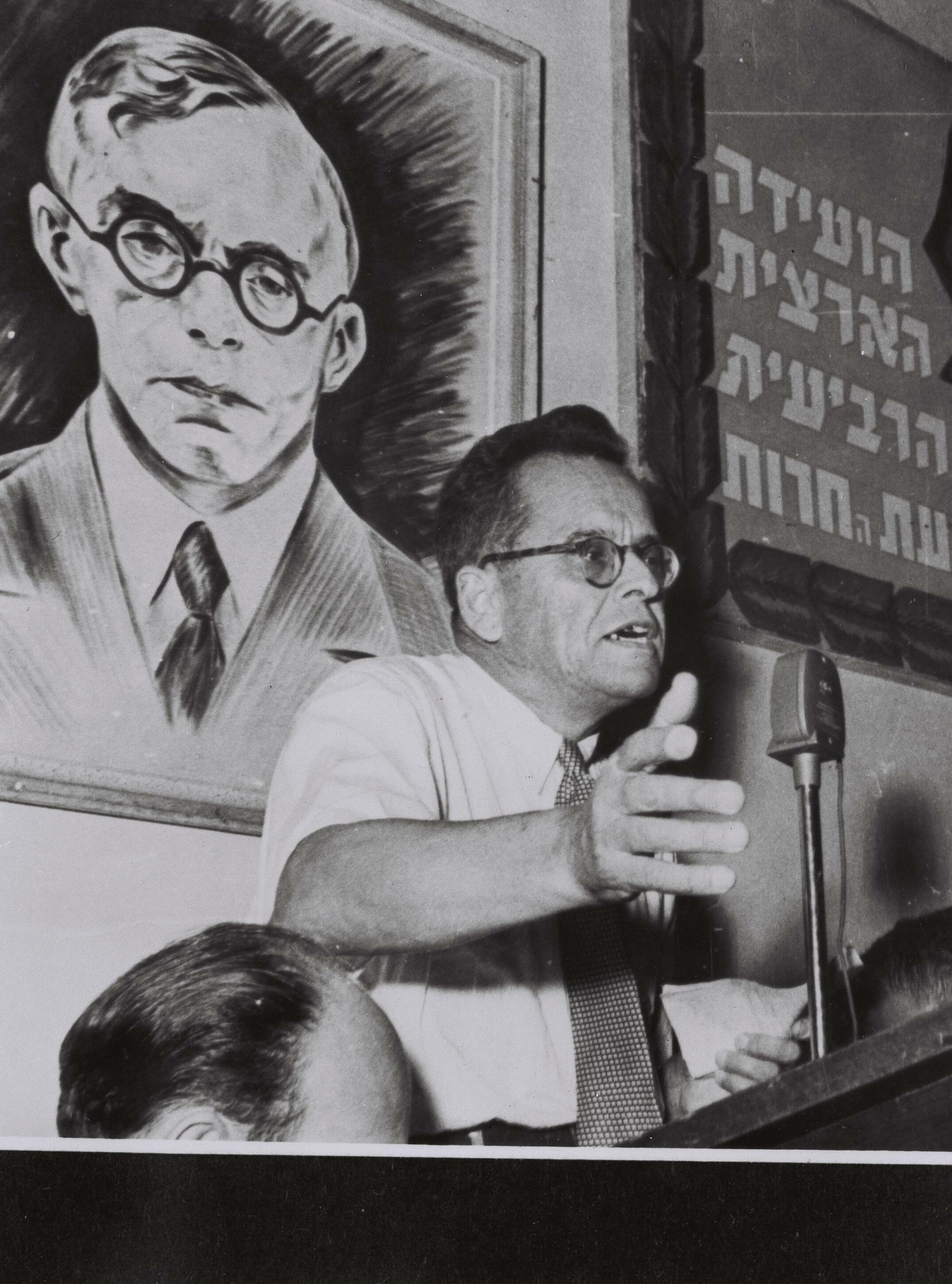
Abba Achimeʾir 1950

Achimeʾir betrachtete den Zionismus als ein säkulares, also nicht genuin religiös begründetes Phänomen, das mit territorialen Fragen befasst sei. Er sprach als erster von einem „revolutionären Zionismus“ und rief als erster zu einem Aufstand gegen die Mandatsherrschaft auf. Seine Weltsicht stellte die momentane Situation immer in den Kontext jüdischer Geschichte, besonders der des zweiten Tempels. Dabei sah er sich selbst und seine Freunde in der Rolle der Freiheitskämpfer gegen den Imperialismus, die britische Verwaltung als moderne Inkarnation des alten Rom und die offizielle zionistische Führung als Kollaborateure.
Achimeʾirs Anschauungen hatten einen tiefgehenden Einfluss auf die Ideologie der Untergrundbewegungen Irgun und LeCh"I, die später einen städtischen Guerillakrieg gegen die Briten begannen.
Achimeʾir nannte sich selbst während der späten 1920er und frühen 1930er Jahre einen Faschisten, er schrieb auch 1928 eine achtteilige Artikelserie in der Zeitung Doʾar haJom (דֹּאַר הַיּוֹם) mit dem Titel „Aus dem Notizbuch eines Faschisten.“ Wenige seiner Zeitgenossen nahmen dies aber wirklich ernst. Seʾev Jabotinsky, der ohne Ausnahme betonte, für Faschismus gebe es keinen Platz in der revisionistischen Bewegung, wies die Darstellungen Achimeʾirs als Rhetorik zurück, Maximalisten würden nur eine Rolle spielen, um aufzufallen, und seien in ihren Bekundungen nicht ernsthaft.
Am 7. Oktober 1932 schrieb Jabotinsky in der Zeitung Chasit haʿAm:

“Such men, even in the Maximalist and activist factions, number no more than two or three, and even with those two or three – pardon my frankness – it is mere phraseology, not a worldview. Even Mr. Ahimeʾir gives me the impression of a man who will show flexibility for the sake of educational goals… to this end he has borrowed some currently fashionable (and quite unnecessary) phrases, in which this daring idea clothes itself in several foreign cities.”

„Es gibt nur zwei drei dieser Menschen, sogar in den Gruppen der Maximalisten und Aktivisten, und sogar bei diesen zwei oder drei – entschuldigen Sie meine Offenheit – ist es reine Phraseologie, keine Weltanschauung. Sogar Mr. Achimeʾir vermittelt mir den Eindruck eines Mannes, der Anpassungsfähigkeit um seiner erzieherischen Ziele willen zeigt... zu diesem Zweck hat er sich ein paar zur Zeit modische (und ganz überflüssige) Phrasen geborgt, in die sich seine wagemutige Vorstellung in verschiedenen Städten des Auslands kleidet.“

Achimeʾirs faschistisches Image der 1920er Jahre wurde von Christopher Hitchens 1998 in dem Artikel „Die Eiserne Mauer“ aufgegriffen, um die These zu stützen, die Ideologie hinter Benzion Netanjahus Zionismus, einem Schüler Achimeʾirs, sei faschistisch gewesen, weshalb die Vorstellungen seines Sohnes, des Premierministers Benjamin Netanjahu, ebenfalls faschistisch geprägt seien.
In einem Interview vom 16. April 2010 mit der Jerusalem Post verteidigte Achimeʾirs Sohn Jossi seinen Vater gegen den Faschismusvorwurf.

“Hitchens is a known anti-Israel writer who takes my father’s writing completely out of context. Fascism in 1928 can’t be viewed in the context of the 1930s. Of course he would not be a fascist in view of how it developed.”

„Hitchens ist ein bekannter antiisraelischer Schriftsteller, der die Schriften meines Vaters völlig aus dem Kontext reißt. Der Faschismus von 1928 kann nicht im Kontext der 30er Jahre betrachtet werden. Natürlich wäre er kein Faschist im Blick auf die Entwicklung des Faschismus.“